# 聖マリアンナ医科大学病院
聖マリアンナ医科大学病院（せいまりあんないかだいがくびょういん、英語: St.Marianna University School of Medicine Hospital）は、神奈川県川崎市宮前区にある医療機関である。

## 沿革
- 1974年（昭和49年）: 大学病院本館が完成し開院。
- 1980年（昭和55年）: 別館が完成する。
- 2023年（令和5年）1月 : 大学病院新入院棟がオープンする。
- 2024年（令和6年）10月 : 大学病院新外来棟（現別館）オープン（予定）
- 2026年（令和8年）8月 : 新病棟・エントランス棟がグランドオープン（予定）

## 診療科
- 総合診療内科
- 呼吸器内科
- 循環器内科
- 消化器・肝臓内科
- 腎臓・高血圧内科
- 代謝・内分泌内科
- 脳神経内科
- 血液内科
- リウマチ・膠原病・アレルギー内科
- 腫瘍内科
- 神経精神科
- 小児科
- 新生児科
- 消化器・一般外科
- 心臓血管外科
- 呼吸器外科
- 小児外科
- 乳腺・内分泌外科
- 脳神経外科
- 整形外科
- 形成外科
- 皮膚科
- 腎泌尿器外科
- 産科
- 婦人科
- 眼科
- 耳鼻咽喉・頭頚部外科
- 放射線診断・IVR科
- 放射線治療
- 麻酔科
- リハビリテーション科
- 病理診断科
- 救急科
- 緩和ケア科

診療施設部門
- 呼吸器病センター
- ハートセンター
- 心不全センター
- ハイブリッド心臓大動脈治療センター
- 脳卒中センター
- パーキンソン病治療センター
- 腎臓病センター
- 糖尿病センター
- 内分泌疾患センター
- リウマチ・膠原病生涯治療センター
- 胆道・膵臓病センター
- 肝疾患医療センター
- 脊椎センター
- 人工関節センター
- 総合周産期母子医療センター
- こどもセンター
- 精神療法・ストレスケアセンター
- 認知症（老年精神疾患）治療研究センター
- 統合失調症治療センター
- リハビリテーションセンター
- 腫瘍センター
- 生殖医療センター
- 感染症センター
- 緩和ケアセンター
- 救命救急センター
- てんかんセンター
- 夜間急患センター
- 健康診断センター
- ゲノム医療推進センター

## 医療機関の指定等
- 特定機能病院
- 災害医療拠点病院
- 臨床研修指定病院
- 神奈川DMAT指定病院
- エイズ治療拠点病院
- 地域がん診療連携拠点病院（高度型）
- 地域型認知症疾患医療センター

## 交通アクセス
公式サイト「交通アクセス」を参照

## 不祥事

### 精神保健指定医の不正取得事件
同病院に所属する精神科医のうち、計11人が、精神障害を持つ患者を強制入院させるための国家資格である「精神保健指定医」のケースレポートを「コピー&ペースト」で使い回し、資格を不正取得していたことが2015年（平成27年）までに明らかになった。最終的には23人の指定医取り消し事件となった。この件について、大学病院からお詫び文が発表された。
聖マリアンナ医科大学は、大学組織ぐるみでの不正については、これを否認していたが、更に厚生労働省が調査したところ、聖マリアンナ医科大学病院に所属していた2人の精神科医（うち1人が既に病院を退職済み）が「精神保健指定医」を不正取得していたことが、2016年（平成28年）9月4日に明らかになった。
聖マリアンナ医科大学の幹部は「大学の調査に限界があり、新たに不正の疑いが出ていることは残念」と読売新聞の取材に対して述べ、2015年の不正取得事件発覚後に、聖マリアンナ医科大学内で調査委員会を設置して調べたが、今回浮上した2人については、学内での調査で不正行為を確認出来なかった。
また、この不祥事によって、2015年（平成27年）3月に、13人所属していた常勤の精神保健指定医が、2016年（平成28年）4月には常勤医が4人に減り、精神科の診療体制を縮小せざるを得なくなり、当病院での医療保護入院は難しくなったと、川崎市の担当者は述べた。

### 治験における臨床試験虚偽報告事件
向精神薬「ブロナンセリン（商品名：ロナセン）」 における、向精神薬「アリピプラゾール（商品名：エビリファイ）との患者の改善度と比較する臨床試験「初発エピソード統合失調症患者の認知機能障害に対する第2世代抗精神病薬 blonanserin の効果：aripiprazole とのオープン比較試験」において、同病院神経精神科の治験に参加した、女性の臨床試験の診療録原本閲覧を、2015年（平成27年）8月に求めたものの、「シュレッダーで破棄した」と嘘をつき、聖マリアンナ医科病院、聖マリアンナ医科大学の職員が、口裏を合わせて情報開示を拒み続けたが、2015年（平成27年）12月21日、一転して原本の存在を認め、女性に謝罪した。
この件で、聖マリアンナ医科大学生命倫理委員会が開かれ、この臨床試験の中止が決まった。三宅良彦学長は「研究方法・施行にプロトコール（実施計画書）との相違が見られましたので、生命倫理委員会の決議を受け、中止を命じました」と文書で述べている。
臨床試験問題は、2016年（平成28年）3月10日の参議院厚生労働委員会において、維新の党の川田龍平が質疑で取り上げ、厚生労働大臣塩崎恭久は「聖マリアンナ医科大学病院の担当者に対して、既に厚生労働省が行政指導を行った」と答弁した。
この件について、6件の臨床研究を中止し、関連する論文撤回、治験や臨床研究論文についてのお詫び文と顚末書が、2017年（平成29年）2月14日に、聖マリアンナ医科大学の公式ウェブサイトに掲載された。